# Grafschaft Dießen

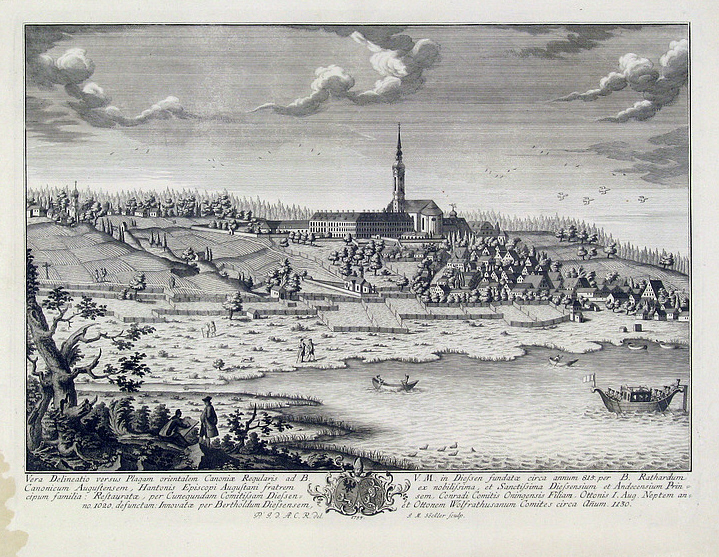
Kloster Dießen mit dem Marienmünster Dießen (um 1755)

Die Grafschaft Dießen war eine mittelalterliche bayerische Grafschaft mit Dießen am Ammersee als Hauptort.
Nachdem die Grafen von Dießen dem im frühen 9. Jahrhundert gestifteten und um 1020 neu gegründeten Kloster Dießen 1140 den Ort Dießen übertragen hatten, nannten sie ihren Besitz in Grafschaft Andechs um.

## Grafen von Dießen
Die Verwandtschaft und die genauen Abstammungslinien der einzelnen Grafen von Dießen sind teilweise umstritten. Die mangelhafte Quellenlage betrifft den gesamten Zeitraum aller Familienzweige. Genealogische Details, sogar die Zuordnung von Mitgliedern des Hauses, bleiben ungeklärt. Eine mögliche Rekonstruktion der Familie zeigt die Stammliste des Hauses Andechs auf. Daneben wird auch vermutet, dass die Dießener von den Diepoldinger-Rapotonen abstammen.
- Rasso (?)
- Friedrich I., 1003/1027 Graf, wohl von Dießen
- Friedrich II. (vermutet)
- Berthold I. († nach 16. Mai 1060, Sohn Friedrichs II.), Graf von Dießen
- Otto II. († wohl 1122, Sohn Bertholds I.), Graf von Thanning (1073), Graf von Ambras (1078–1093), Graf von Wolfratshausen (1098–1116), Graf von Dießen (1100–1107), Begründer der Wolfratshausener Linie der Grafen von Dießen
- Friedrich III. (* 1005; † 30. Juni 1075, Sohn Friedrichs II.), Graf von Dießen[1] (Graf von Andechs), Domvogt von Regensburg (1035), Begründer der Linie der Grafen von Andechs und Plassenburg sowie Markgrafen von Istrien
- Arnold († ca. 1098, Sohn Friedrichs III.), Graf von Dießen
- Gebhard I. († ca. 1102, Sohn oder Stiefsohn Arnolds), Graf von Dießen (1099), Graf von Wasserburg, Hallgraf
- Berthold II. († 1151, Sohn Arnolds und Bruder oder Halbbruder Gebhards I.), Graf von Dießen-Andechs-Plassenburg-Kulmbach, Vogt von Benediktbeuern, Mitbegründer von Kloster Dießen, um 1130 Vogt von Dießen